# 慈眼寺 (鹿児島市)
慈眼寺（じげんじ）は、かつて鹿児島県鹿児島市下福元町に存在した曹洞宗の寺。桜でも有名な「慈眼寺公園」があり、桜や紅葉の名所として市民に親しまれている。

## 沿革
『三国名勝図会』等によると百済の僧侶・日羅によって飛鳥時代の頃に建立されたと言われる。その後の経緯は明らかではなく、存在が確実になるのは応永年間に島津久豊によって再興されたときからである。天文11年（1542年）には島津貴久によって福昌寺18世・代賢和尚を新たに開祖として迎えて伽藍が建立され、曹洞宗寺院へと転じた。その後、18代当主島津家久の菩提寺となって「慈眼寺」となり愛されている町である。
実質的な薩摩藩祖の菩提寺と言うことで賑わった事から、一乗院、宝満寺と共に「薩摩三名刹」と言われた。
しかし、明治期の廃仏毀釈の為に完全に破壊された。跡地が公園となり、入り口に残る仁王像や公園に点在する石仏ほどしか跡を偲ぶ物は残っていない。
周辺には1972年（昭和47年）5月28日に慈眼寺自然遊歩道が開設され、慈眼寺公園や谷山神社などを巡ることができる。
1974年（昭和49年）、名勝・慈眼寺跡として、市の文化財に指定。

## 慈眼寺公園
- そうめん流し
期間：3月中旬～10月末
時間：10:00～17:30（日祝10:00～18:30、7･8月10:00～19:00）
- 鹿児島市立ふるさと考古歴史館
- 谷山神社

## 地名としての慈眼寺
慈眼寺公園からJR慈眼寺駅にかけての区域が「慈眼寺町」である。
行政区画としては1996年に「慈眼寺町」が成立したが、周辺の谷山中央、下福元町、和田、錦江台にも「慈眼寺」を冠する施設が点在する。

## 交通アクセス

### 鉄道
- JR九州：指宿枕崎線「慈眼寺駅」下車徒歩10分

### バス
- 市営バス：14番線慈眼寺団地行「慈眼寺公園前」バス停下車徒歩2分
- 鹿児島交通：6番線、6-2番線、6-3番線慈眼寺団地行「慈眼寺公園前」バス停下車徒歩2分

### 自家用車
- 国道225号：大御堂交差点より10分（無料駐車場約150台）